# Eels with Strings: Live at Town Hall
Eels with Strings: Live at Town Hall è un album live pubblicato prima in CD e poi in DVD il 21 febbraio 2006. Il disco contiene la registrazione di un concerto effettuato a New York City Town Hall il 30 giugno 2005. È il primo album live ufficiale degli Eels (in precedenza erano stati pubblicati due live non ufficiali messi in vendita sul loro sito) nonché il primo DVD.

## Tracce
1. Blinking Lights (For Me) (Everett)
2. Bride of Theme from Blinking Lights (Everett)
3. Bus Stop Boxer (Everett/Parish)
4. Dirty Girl (Everett)
5. Trouble with Dreams (Everett)
6. The Only Thing I Care About (Everett/Huxley)
7. My Beloved Monster (Everett)
8. Pretty Ballerina (Michael Brown)
9. It's a Motherfucker (Everett)
10. Flyswatter (Everett)
11. Novocaine for the Soul (Everett/Goldenberg)
12. Girl from the North Country (Bob Dylan)
13. Railroad Man (Everett)
14. I Like Birds (Everett)
15. If You See Natalie (Everett)
16. Poor Side of Town (Johnny Rivers/Lou Adler)
17. Spunky (Everett)
18. I'm Going to Stop Pretending that I Didn't Break Your Heart (Everett)
19. Suicide Life (Everett)
20. Losing Streak (Everett)
21. Hey Man (Now You're Really Living) (Everett)
22. Things the Grandchildren Should Know (Everett)